# Kenneth V. Thimann
Kenneth Vivian Thimann (5 d'agost de 1904 - 15 de gener de 1997) va ser un fisiòleg vegetal angloamericà i un microbiòleg conegut pels seus estudis sobre les fitohormones molt usades en agricultura i horticultura. Va aïllar i determinar l'estructura de l'auxina, la primera fitohormona coneguda. Al principi (1935–1965) va treballar a la Harvard University, i posteriorment (1965 -) a la University of California, Santa Cruz.
Thimann nasqué a Ashford, Anglaterra. Després de ser professor a la Universitat de Londres, es traslladà al California Institute of Technology el 1930. Va escriure l'important llibre, Phytohormones, el 1937 (coautor amb F. W. Went). Thimann va esdevenir director del Harvard's Biological Laboratories el 1946. L'any 1955 va escriure The Life of Bacteria, sobre microbiologia. Va guanyar el premi Balzan Prize el 1982 en reconeixement de la seva contribució a la botànica.